# شکیلا (بازیگر)
شکیلا (انگلیسی: Shakila; ۱ ژانویهٔ ۱۹۳۵ – ۲۰ سپتامبر ۲۰۱۷) بازیگر اهل هند بود. وی بین سال‌های ۱۹۴۹ تا ۱۹۶۳ میلادی فعالیت می‌کرد.
از فیلم‌ها یا برنامه‌های تلویزیونی که وی در آن نقش داشته‌است می‌توان به داستان، سی.آی. دی، آقای راستگو، آرمان و محله چینی‌ها اشاره کرد.